# François de Faudoas de Sérillac
Ne doit pas être confondu avec François de Faudoas, comte de Belin.
François de Faudoas de Sérillac (1568-1650), militaire français, est un capitaine des guerres de religion. Chevalier, baron de Sérillac en Gaure et de Juillé, seigneur de la Motte-Serrant à Montflours, de la Girardière à Saint-Jean-sur-Mayenne, de Courteilles-de-Maule à Doucelles, de Boisrichard à Congé-des-Guérets, de la Motte de Boisrichard à Beaumont-le-Vicomte, de Chérancé, de Chavenay à Tresson, de Lonné à Igé, de Boislandon à Beaumont-le-Vicomte, de Courméanne à Dangeul, du Petit-Courteilles à Sainte-Sabine-sur-Longève, de Lombré à René, etc., seigneur temporel de La Sauvetat de Gaure, de Doucelles et de Congé-des-Guérets.

## Biographie

### Origine et famille
Il est le fils aîné de Jean II de Faudoas et de Brandelis du Bouzet, naquit, vers 1568, au château d’Augé, paroisse de Laplume, et fut baptisé dans l’Église Saint-Barthélemy de Laplume.

### Militaire
Tout jeune encore, il fut envoyé pour être page de la chambre du roi Henri III, « en laquelle il fut reçu, et fit sa résidence au pays de France, près Sa Majesté, et enfin il eut une compagnie de cavalerie dans Paris sous la charge du seigneur de Belin, son oncle, durant la Ligue catholique, et, lors de la réduction de la ville de Paris sous l’obéissance du roi Henri IV, eut l’honneur d’être compris au traité avec récompense ». L’acte de notoriété  rappelle encore que, durant le siège de Paris, « ledit seigneur comte de Sérillac fit un combat remarqué dans l’histoire, à la tête de deux armées, contre le lieutenant du seigneur de Vic, gouverneur de Saint-Denis ».
« « Le premier jour d’octobre, M. de Vic, gouverneur de Saint-Denys, estant sorty du matin, sur ung petit bidet, pour voir travailler à la fortification de la ville, fut assailli par Sérillac, nepveu de M. de Belin, gouverneur de Paris, et fut le sieur de Vic blessé en cinq endroits,... sans pour cela s’estre vouleu rendre "... ». Journal de Pierre Fayet. »
Lors de son mariage, en 1592, François de Faudoas était capitaine de 100 chevau-légers. Il continua de résider à Paris, au moins jusqu’à la capitulation.

### Ralliement à Henri IV
Le 22 mars 1594, Henri IV, en considération des services rendus par le sieur de Belin et le sieur de Sérillac, son neveu, à la réduction de Paris, accordait le bénéfice de la capitulation aux héritiers de Guillaume de Brie, et deux jours après, le 22 mars 1594, le roi faisait son entrée solennelle dans Paris. Ce ne fut qu’après la fin des troubles qu’il vint s’établir définitivement au Château de Courteilles-de-Maule, patrimoine de sa femme.
Il reprit du service en 1597, à l’occasion du Siège d'Amiens par les Pays-Bas espagnols. Henri IV réunit une nombreuse armée qui recouvra cette ville le 25 septembre 1597. Le 21 décembre 1597, par lettres données à Saint-Germain-en-Laye, le roi exemptait le sieur de Sérillac de la contribution du ban et arrière-ban, en considération des services rendus au siège d’Amiens.
François de Faudoas assista aux Etats du Maine tenus au Mans au mois d’août 1614. Par lettres patentes de Louis XIII, datées de Paris, juillet 1615, il obtint l’érection en châtellenie des seigneuries de Chérancé et de Courteilles. Le 20 janvier 1624, le roi lui fit remise des Lods et ventes dus pour raison de l’acquisition de la baronnie de Juillé. Une ordonnance du 1er juin 1641, donnée par le trésorier de France en la Généralité de Tours, maintint le sieur de Sérillac dans la jouissance des privilèges attribués à la noblesse du royaume.

## Famille
L’alliance de François de Faudoas avec Renée de Brie, traitée par Jean-François de Faudoas de Sérillac, parait avoir été un acte politique compte tenu du père de l'épouse, Guillaume de Brie, un des principaux chefs de la Ligue au Maine, qui fut condamné à mort. C'est au château de Courteilles-de-Maule, à Doucelles que fut conclu, le 6 novembre 1592, le traité de mariage entre François de Faudoas et Renée de Brie, sous les auspices de Renée d’Averton, comtesse de Belin, agissant en son nom et en celui de son mari, et encore comme procuratrice des père et mère de François de Faudoas. Les Sérillac acquirent par la suite, diverses propriétés dont l’importance détermina Louis XIV à les ériger en comté de Sérillac.
François de Faudoas put assister aux funérailles de son père, en octobre 1605. Devenu baron de Sérillac en Gaure, il se conforma aux volontés paternelles en laissant à Pierre, son puîné, les terres d’Augé, Martel et l’Ile-Chrétienne, par acte passé chez sa sœur Marguerite, au château de Coignax, le 18 juillet 1619 Fixé dans l'Ouest de la France, François afferma la seigneurie de Sérillac et de la Sauvetat à son frère Jean, baron de la Serre, et à sa sœur Marguerite, dame de Coignax, le 3 avril 1620. Par contrat passé à Paris le 16 avril 1631, il vendit Sérillac avec ses dépendances au même Jean, son frère, pour la somme de 81 000 livres, se réservant de garder le titre de baron de Sérillac et d’employer ce nom pour désigner telle terre en sa possession à ériger en comté, baronnie ou marquisat.
Renée de Brie décéda le 16 avril 1647. Le 30 avril 1647, son corps fut transporté en l’église de Doucelles, sous une chapelle ardente. François de Faudoas lui survécut. Il mourut, âgé d’au moins 80 ans, le 21 novembre 1650. Son corps fut également déposé sous une chapelle ardente en l’église de Doucelles. Le 29 août 1651, leurs restes furent inhumés en l’église de Juillé, dans une chapelle neuve. De leur mariage étaient nés dix enfants.

## Sources partielles
- « François de Faudoas de Sérillac », dans Alphonse-Victor Angot et Ferdinand Gaugain, Dictionnaire historique, topographique et biographique de la Mayenne, Laval, A. Goupil, 1900-1910 [détail des éditions] (BNF 34106789, présentation en ligne)
- Ambroise Ledru, Eugène Vallée, La Maison de Faudoas, Gascogne, Maine et Normandie A. Lemerre (Paris). 1907-1908  Voir en ligne